# Wang Fengshi

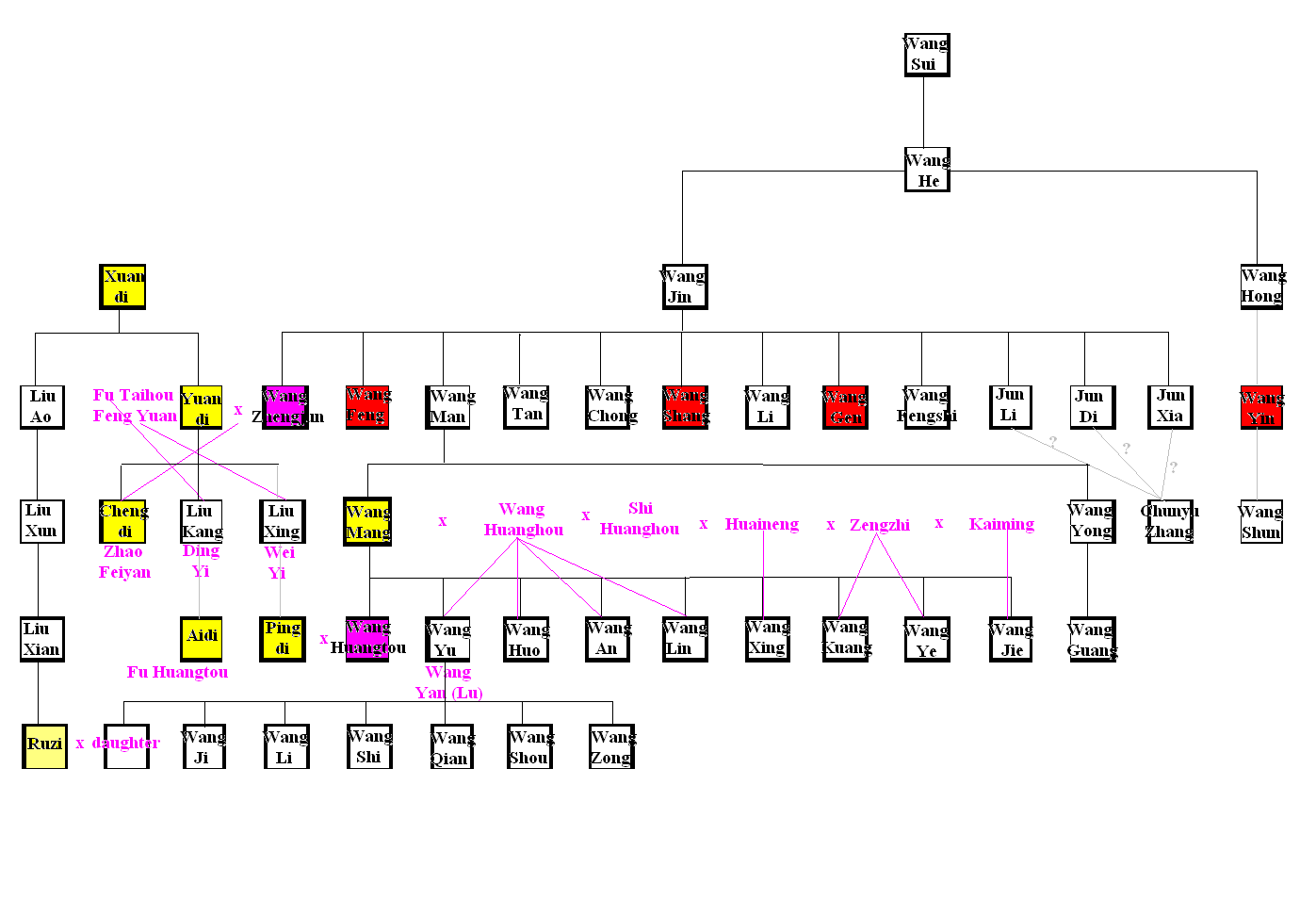
Stamboom van de familie Wang

Wang Fengshi (†9 v.Chr.) behoorde tot de familie van de Chinese keizer Wang Mang. Hij was de achtste (en jongste) zoon van Wang Jin en oom van zowel keizer Cheng als van Wang Mang. Met steun van zijn halfzus, keizerin-weduwe Wang Zhengjun werd hij in 32 vrijwel onmiddellijk na de troonsbestijging van haar zoon, keizer Chen tegelijk met vier andere (half)broers (Wang Tan, Wang Shang, Wang Li en Wang Gen) in de adelstand verheven. Zij stonden bekend als de 'vijf markiezen' (五侯, wu hou). In 27 ontving hij de titel 'markies van Gaoping' (Gaoping hou, 高平侯), met de bijbehorende landgoederen.
In juan 98 van de Hanshu wordt Wang Fengshi omschreven als een man zonder verdere talenten. Hij stierf in 9 v.Chr.